# Billy Preston
William Everett (Billy) Preston (Houston (Texas), 2 september 1946 – Scottsdale (Arizona), 6 juni 2006) was een Amerikaans soul- en rockmusicus.

## Biografie
Preston werkte als toetsenist onder meer samen met artiesten als The Beatles, The Rolling Stones, Aretha Franklin, Quincy Jones, Sly Stone, Red Hot Chili Peppers, Eric Clapton en JJ Cale. Als solo-artiest won hij een Grammy Award voor beste instrumentale nummer voor Outta Space in 1973, het jaar waarin hij een nummer 1-hit in de Billboard Hot 100 scoorde (met Will it go round in circles), in 1974 herhaald met Nothing from nothing. Hij was onder meer verantwoordelijk voor de hits With You I'm Born Again en You Are So Beautiful (een hit in de uitvoering van Joe Cocker). Op het album Late At Night werkte hij samen met zangeres Syreeta Wright. Hij was toen overgestapt van A&M Records naar het platenlabel Motown.
In de jaren tachtig en negentig ging zijn persoonlijk leven door een diep dal. Nadat hij zijn huis in Los Angeles in brand had gestoken, werd hij veroordeeld voor verzekeringsfraude. In 1991 werd hij gearresteerd na een gewelddadige aanval op een minderjarige prostitué in travestie, toen hij achter diens ware leeftijd en sekse was gekomen. Bovendien bleek hij cocaïne te hebben gebruikt. Hij werd veroordeeld tot negen maanden in een afkickkliniek en drie maanden huisarrest.
Daardoor kon hij niet ingaan op een uitnodiging van Levon Helm en Rick Danko om toe te treden tot de heropgerichte versie van The Band. Wel ging hij rond deze periode met hen op tournee en ook met Ringo Starr en Eric Clapton. Hij kwam zijn problemen uiteindelijk te boven, maar had wel zijn gezondheid ondermijnd. In 2004 heeft hij nog gespeeld op het Crossroads Guitar Festival, samen met Clapton, drummer Steve Gadd en Doyle Bramhall II. Ook in dat jaar nam hij met Steve Winwood deel aan de Europese tournee van The Funk Brothers, de vroegere sessiemuzikanten van Motown.

### Ziekte en overlijden
Preston overleed op 59-jarige leeftijd op 6 juni 2006, nadat hij al vanaf 21 november 2005 in coma had gelegen als gevolg van een ademstilstand na een mislukte behandeling aan pericarditis. Preston kampte al langere tijd met zijn gezondheid. Als gevolg van jarenlang overmatig alcohol- en drugsgebruik leed hij aan een nierziekte en moest na een mislukte niertransplantantie in 2002 driemaal per week gedialyseerd worden. Hij is begraven op de Inglewood Park Cemetery in Los Angeles.

## Selectieve discografie

### Solo-albums (uitgezonderdGospel-albums)
- (1965) The Apple of Their Eye President PTLS 1034 a VEE JAY recording Hollywood california
- (1965) The Most Exciting Organ Ever
- (1966) The Wildest Organ In Town
- (1969) That's The Way God Planned It
- (1970) Encouraging Words
- (1971) I Wrote A Simple Song
- (1972) Music Is My life
- (1973) Everybody Likes Some Kind Of Music
- (1974) Live European Tour 1973
- (1974) The Kids and Me
- (1975) It's My Pleasure
- (1976) Billy Preston
- (1977) A Whole New Thing
- (1979) Late At Night (met Syreeta)
- (1981) The Way I Am
- (1982) Pressin' On
- (1984) On The Air
- (1986) You Can't Keep A Good Man Down
- (1995) Billy's Back

### Als gastmusicus
- (1969) I want you. Abbey Road. The Beatles.
- (1970) Let It Be—waaronder "Get Back", (The Beatles)
- (1970) All Things Must Pass (George Harrison)
- (1970) John Lennon / Plastic Ono Band, piano in "God" (John Lennon)
- (1971) Sticky Fingers (Rolling Stones)
- (1971) The Concert for Bangla Desh (George Harrison And Friends)
- (1971) There's a Riot Goin' On (Sly & the Family Stone)
- (1972) Exile on Main Street (Rolling Stones)
- (1973) Ringo, orgel in "I'm The Greatest"
- (1973) Goats Head Soup (Rolling Stones)
- (1974) Goodnight Vienna, klarinet in het titelnummer, elektrische piano in "Only You (And You Alone)"
- (1974) It's Only Rock'n Roll (Rolling Stones)
- (1975) Blood on the Tracks (Bob Dylan)
- (1975) You Are So Beautiful (Joe Cocker)
- (1976) Black and Blue (Rolling Stones)
- (1978) Sgt. Pepper's Lonely Hearts Club Band (ook in de gelijknamige film)
- (1981) All The Way (Patty Brard)
- (1990) Ringo Starr and His All-Starr Band (toetsen en zang)
- (2001) One More Car, One More Rider (Eric Clapton) (dvd - full concert)
- (2002) Christmas Is Almost Here (Carly Simon) (op "Twelve Gates To The City")
- (2003) Concert for George – waaronder "Isn't It a Pity" en "My Sweet Lord"
- (2003) Gaïa (Alan Simon)
- (2004) Me and Mr. Johnson (Eric Clapton) (ook op de dvd Sessions for Robert J)
- (2005) Choose Love (Ringo Starr)
- (2005) The Concert for Bangladesh (George Harrison and Friends) (Re-mastered versie & video)
- (2006) Armed Love (The (International) Noise Conspiracy)
- (2006) Stadium Arcadium (Red Hot Chili Peppers) (op "Warlocks")
- (2006) The Road to Escondido (JJ Cale & Eric Clapton)
- (2006) Overnight Sensational (Sam Moore) (op "You Are So Beautiful")

### Singles
| Single met eventuele hitnotering(en) in de Nederlandse Top 40 | Datum van verschijnen | Datum van binnenkomst | Hoogste positie | Aantal weken | Opmerkingen |
| ------------------------------------------------------------- | --------------------- | --------------------- | --------------- | ------------ | ----------- |
| That's the way God planned it                                 |                       | 9-8-1969              | 17              | 5            |             |
| Will it go round in circles                                   |                       | 28-7-1973             | tip             |              |             |
| Nothing from nothing                                          |                       | 24-8-1974             | tip             |              |             |
| Disco dancin'                                                 |                       | 12-8-1978             | tip             |              |             |
| It will come in time                                          |                       | 5-1-1980              | 8               | 9            | met Syreeta |
| With you I'm born again                                       |                       | 1-3-1980              | 4               | 9            | met Syreeta |

### NPO Radio 2 Top 2000
| Nummers met noteringen in de NPO Radio 2 Top 2000 | '99  | '00 | '01  | '02  | '03  | '04  |
| ------------------------------------------------- | ---- | --- | ---- | ---- | ---- | ---- |
| It Will Come in Time (met Syreeta Wright)         | -    | -   | 1974 | -    | -    | -    |
| That's the way God planned it                     | 1985 | -   | -    | -    | -    | -    |
| With You I'm Born Again (met Syreeta Wright)      | 1345 | -   | 1453 | 1768 | 1656 | 1889 |

1. ↑  Een '-' betekent dat het nummer niet was genoteerd en een vetgedrukt getal geeft de hoogste notering van een nummer aan.
2. ↑  Deze tabel is bijgewerkt tot en met de laatste editie (2024).